# Andreas Ernst (Journalist)
Andreas Ernst (* 1960 in Zürich) ist ein schweizerischer Journalist und Historiker. Er ist Experte für die neuere Geschichte Südosteuropas.

## Werdegang
Ernst wuchs in Zürich auf. Er studierte Sozial- und Wirtschaftsgeschichte, Mediensoziologie und Staatsrecht in Berlin und Zürich. In Zürich wurde er in Vergleichender Europäischer Gesellschaftsgeschichte promoviert. Von 1990 bis 1995 war er Fellow am Institut für Europäische Sozialgeschichte an der Humboldt-Universität in Berlin und bis 1992 wissenschaftlicher Assistent am Sozialökonomischen Seminar. Anschliessend wurde er Dozent am Soziologischen Institut der Universität Zürich und am Medienausbildungszentrum in Luzern (MAZ). Von 1995 bis 1999 fungierte er als stellvertretender Leiter des Forschungsbereiches Öffentlichkeit und Gesellschaft.

## Journalistisches Wirken
1999 ging er als Mitarbeiter, ab 2001 als Korrespondent der Neuen Zürcher Zeitung und der NZZ am Sonntag nach Skopje. Von 2002 bis 2018 war er Südosteuropa-Korrespondent der Zeitung mit Sitz in Belgrad. 
Ernsts besonderes Interesse gilt der Staatsbildung des Kosovo. In Zusammenarbeit mit der Abteilung für Osteuropäische Geschichte des Historischen Seminars der Universität Zürich führte er das Forschungsprojekt «Institution, staatliche Identität, Gesellschaft. Der Staatsbildungsprozess in Kosovo seit 1999 als Wechselspiel zwischen internationalen und lokalen Akteuren» durch, das vom Schweizerischen Nationalfonds zur Förderung der wissenschaftlichen Forschung finanziert wurde. Weiterhin publizierte Ernst zur Vergleichenden Sozialgeschichte, der Geschichte der Öffentlichkeit und zum Nationalismus. 2012 war er Visiting Fellow am Zentrum für Südosteuropastudien der Universität Graz.
2013 wurde Ernst von der Südosteuropa-Gesellschaft (SOG) der Journalistenpreis Rudolf-Vogel-Medaille angetragen. Ernst weigerte sich, einen nach dem «NS-Propagandajournalisten» Rudolf Vogel benannten Preis anzunehmen, er wurde durch Wikipedia auf diesen Sachverhalt aufmerksam. Erst als das Präsidium die Auszeichnung in Journalistenpreis der Südosteuropa-Gesellschaft umbenannte, nahm Ernst den Preis am 9. Februar 2013 entgegen.

## Schriften
- Kosovo: Skandal und sozialer Wandel. Die Folgen des Marty-Berichts für die Selbst- und Fremdwahrnehmung Kosovos. In: Südosteuropa Mitteilungen. Jg. 51 (2011), Heft 2, S. 28–41.
- Standards vor Status! Die Doktrin der UNO-Mission in Kosovo führt in die Sackgasse. In: Südost-Europa. Zeitschrift des Südost-Instituts. Jg. 51 (2002), Heft 7–9, S. 355–366.
- Andreas Ernst, Erich Wigger (Hrsg.): Die Neue Schweiz? Eine Gesellschaft Zwischen Integration und Polarisierung (1910–1930). Prozesse und Strukturen. Chronos, Zürich 1996, ISBN 3-905311-82-8.